# 에르제

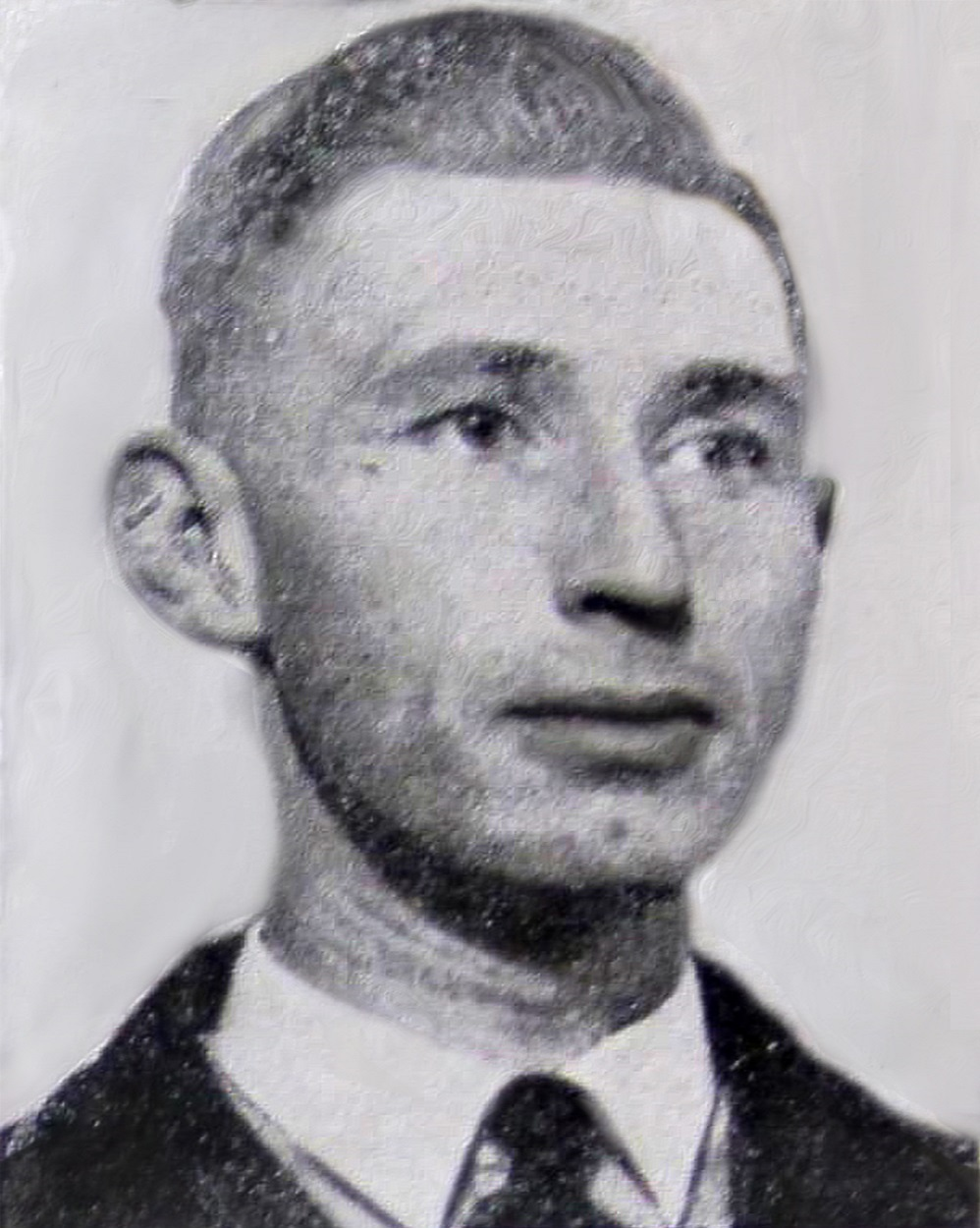

에르제(Hergé, 1907년 5월 22일 ~ 1983년 3월 3일)는 벨기에 브뤼셀 출신의 만화가다. '에르제'는 필명이고 본명은 조르주 프로스페르 르미(Georges Prosper Remi)이다. 만화 《땡땡의 모험》시리즈를 그린 것으로 유명하며, 초기 유럽 만화계에 막대한 영향력을 끼쳤기 때문에 "유럽 만화의 아버지" 라고 불린다.

## 어린 시절
에르제는 1907년 5월 22일 벨기에의 브뤼셀 도회지 에테르비크(Etterbeek)의 크랑즈 가 25번지(25 de la rue Cranz)에서 알렉시 레미(Alexis Remi, 1882년 - 1970년)와 엘리자베드 뒤푸르(Elisabeth Dufour, 1882년 - 1946년) 사이에서 장남으로 태어났다. 어려서부터 그림 그리기를 좋아했으며, 브뤼셀에 있는 생-보니파스(Saint - Boniface)라는 가톨릭 보수계 학교에 다니면서 중등 교육을 받았다.

## 본격적인 활동의 시작
1921년, 고등학생 때 보이 스카우트에 입단하여 호기심 많은 여우(Renard curieux)라는 별명이 붙을 정도로 왕성한 활동을 했다. 고등학교 보이스카우트 잡지 〈Jamais assez〉에 꾸준히 일러스트레이션과 만화를 연재했으며, 1923년에 벨기에의 보이스카우트 잡지 〈벨기에 보이스카우트(LE BOY-SCOUT BELGE))〉에도 만화를 그린다. 이 무렵부터 이름의 머리글자를 거꾸로 한 RG(프랑스어 문자)에서 취한 '에르제'라는 필명을 사용한다. 중등 교육을 수료한 에르제는 과거 경험을 살려서 일간 신문인 〈20세기(Le Vingtième XXe Siècle)〉신문의 예약 구독부에서 일을 시작한다. 그러면서도 〈벨기에 보이스카우트〉에서 탱탱의 기본 골격을 갖춘 만화라고 할 수 있는 《풍뎅이 순찰대장 토토르(Totor, C.P. Des Hannetons)》시리즈를 계속 연재한다. 그 무렵 에르제는 만화 실력을 더 쌓아야겠다는 필요성을 느껴서 벨기에의 유명한 만화 학교인 생 뤽(Saint-Luc)학교에 다닌다. 하지만 그렇게 오래 다니지는 못하고 1926년부터 1927년까지 군 복무를 했다.

## 《땡땡의 모험》 시리즈 탄생
제대 후 에르제는 다시 20세기 신문으로 돌아와서 이사 노베르 발레(Nobert Wallez) 신부에게서 실력을 인정받아 글 배치, 장식, 레이아웃, 도표, 초상화, 일러스트레이션 등을 도맡게 되었다. 발레 신부는 1928년 11월 1일에 〈20세기〉의 주간 어린이용 부록 〈소년 20세기(Le Petit Vingtième)〉를 발행하도록 하고, 에르제로 하여금 이 부록 잡지의 편집장으로 일하게 하였다.
어린이 잡지에 어린이들의 관심을 끌 만한 재미있는 만화를 연재해달라는 편집장의 요청으로, 에르제는
1929년 1월 10일, 용감한 소년 리포터 탱탱과 그의 애견 밀루의 연재 만화 《소비에트에 간 땡땡》을 연재하기 시작한다. 당시 연재 명칭은 《소비에트 땅에서의 소년 20세기 기자 땡땡과 밀루의 모험》이었다. 이 만화는 당시 유럽에서 금단의 땅이었던 소비에트 연방을 소재로 했기 때문에 큰 인기를 끌었다. 이 인기에 힘을 얻은 땡땡의 모험 시리즈는 계속 연재되었다.

## 전환기
에르제의 초기 땡땡 시리즈는 〈20세기〉라는 신문과 신문사의 이사 노베르 발레의 성향인 가톨릭 극우 성향에 맞춰 만화가 전개되었기도 하지만, 그 당시 유럽의 사회적 분위기는 제국주의적 입장을 옹호하는 분위기였기 때문에 에르제 스스로 자신이 극우적인 만화를 그리고 있다는 사실을 인식하지 못했다. 훗날 이런 연재만화들은 유치한 반공만화라는 비판을 받게 되었는데, 특히 《콩고에 간 땡땡》은 당시 벨기에 식민지였던 콩고(현 콩고 민주 공화국)의 원주민들이 무지하여 백인들이 개화시켜야 한다는 내용을 담고 있어 백인 우월주의와 제국주의를 정당화하여 많은 논란이 되었다.
하지만 당시에는 이것이 당연한 일로 인식되었기 때문에 《극동에 간 땡땡》시리즈 연재를 앞두었을 때 에르제가 잡지에 "다음 만화는 땡땡이 무지하고 비열한 중국인들을 상대하는 내용의 만화입니다."라고 예고했었던 것이다. 이런 예고 공지에 대해 벨기에에 있던 중국 유학생들이 반발하였는데, 이 가운데 장충런(張充仁)이라는 유학생이 에르제에게 접근했다. 장충런은 에르제와 중국의 문화, 학문, 중국을 둘러싼 국제 정세 등을 이야기하였고, 이후로 에르제와 친구로 지내게 되었다. 장충런과의 만남은 에르제에게 있어 중대한 전환기가 되었다. 장충런과 대화하면서 에르제는 스토리 라인의 중요성과 참고 자료 조사의 필요성을 인식하게 되었고, 자신의 만화를 진지하게 생각하게 되었기 때문이다. 후에 창은 땡땡의 모험 시리즈 중《푸른 연꽃》에 등장하는 땡땡의 인간적인 친구 창의 모델이 된다. 한편, 에르제는 신문 성향에 얽매이는 만화 연재의 부정적인 측면을 고심하고 있었기 때문에, 때마침 땡땡의 모험의 판권을 원했던 카스테르만(Casterman) 출판사와 계약해서 그 출판사가 땡땡의 모험 판권을 가지게 되었다.

## 제2차 세계 대전 기간 중 활동
1940년 5월 10일에 독일군이 벨기에를 침공했다. 독일군은 벨기에 신문사들을 검열하며 압력을 가했고, 땡땡 시리즈 중 《검은 황금의 나라》를 연재했던 〈소년 20세기〉도 검열에 걸려 폐간되어 에르제는 직장을 잃게 된다. 그와 더불어 《검은 황금의 나라》도 8년간 보류된다. 할 수 없이 에르제는 독일군에 의해 유일하게 인정된 친독 성향의 신문 〈저녁(Le soir)〉에 취직해 새로운 땡땡의 모험 시리즈인《황금 집게발 달린 게》를 연재하게 된다. 이 때문에 에르제는 후에 친나치 전적을 가졌다는 비난을 피할 수 없게 되었지만, 한편으론 〈소년 20세기〉와는 다른 〈저녁〉신문의 짧은 만화 연재 규격에 맞춰 만화를 그리면서 더 유머와 박진감이 넘치는 땡땡 시리즈를 그리게 되었다. 이렇게 연재를 하는 중, 1942년 올컬러 규격 책(64 페이지)의 출판을 희망한 카스테르만 출판사는, 이러한 새로운 가이드 라인에 맞도록 지금까지의 이야기를 개작하자고 의뢰하고, 기존의 흑백 발행과 달리 컬러 발행이 시작된다. 그 최초의 스타일은 바로 1942년에 출간된 《신기한 별똥별》이다.

## 2차 대전 전후 활동
1944년 9월 3일, 벨기에 해방에 의해 〈저녁〉신문에 연재된 땡땡의 모험 이야기는 종료된다. 해방 이후 친나치 세력을 척결하려는 벨기에의 사회 분위기 속에서, 에르제가 독일군에 의해 관리되었던 신문에 그림을 게재하고 나치스에게 저항을 하지 않고 소극적인 태도를 보였다는 이유 때문에 벨기에 사람들은 그를 냉대했다. 따라서 에르제는 2년 정도 실직자로 지내야 했고, 만화계로 복귀할 길 또한 막막해지게 되었다. 이런 상황에서 초판 책을 카스테르만의 가이드라인에 맞게 제작하는 것은 그에 있어 고난의 연속이었다. 하지만 레지스탕스 계열의 출판업자 레이몽 르블랑(Raymond Leblanc)이 그의 재능을 알아보고 그를 만화계로 복귀시켜 주는데 많은 도움을 주었다. 따라서 그와 함께 작업한 〈땡땡〉잡지 제1호가 1946년 9월 26일에 출간될 수 있었다. 후에〈땡땡〉잡지는 에드가 피에르 자코브나 자크 코랑탱 같이 유럽만화를 이끌어가는 역량 있는 만화가들을 등단시키고 배출한다.

## 개인적인 고뇌와 위기
이런 복귀는 다행스러운 일이었지만 에르제는 개인적인 슬럼프를 겪어야 했다. 초판을 새로운 가이드라인에 맞춰 개작하는 것은 매우 어려운 일이었고, 그의 어머니는 전쟁 이후로 에르제의 동생(군인)에 대한 염려로 신경쇠약 증세를 보이다가 사망했으며, 결혼 생활 또한 순탄한 편이 아니었기 때문이었다. 이런 상황에서도 에르제는 섬세한 기술적 작업과 방대하고 치밀한 조사, 그리고 세부적인 일이 요구되는 《달나라에 간 땡땡》편을 그리기 위해 공동 작업자를 모집해서 에르제 스튜디오(Studios Hergé)를 설립한다. 에르제 스튜디오와 함께 더더욱 성공을 거둔 땡땡 시리즈는 광고주들의 흥미를 끌 정도의 유명인사가 되었다. 같은 시기에, 에르제는 착색 석판 인쇄 그림(CHROMOS) 콜렉션을 개발해, 땡땡은 여러 가지 분야의 지식을 소개하는 대변자가 된다. 하지만 개인적으로 어려운 상황이었고, 땡땡의 유명세가 부담이 된 데다가, 결혼 생활의 위기 상황에서 에르제 스튜디오의 컬러 작업을 맡았던 패니 블라민크(Fanny Vlamynck)와 사랑에 빠지는 등 정신적으로 큰 위기에 빠져 에르제는 신경 쇠약 증세를 보이기 시작했다. 이 증세가 심화되어 밤마다 하얀 악몽을 꾸는 등 백색 공포증이 생겨 만화를 그릴 때 지장을 받을 정도가 되자, 스위스에서 정신과 치료를 받는다. 그곳에서 정신분석학자는 그에게 만화를 더 이상 그리지 말라고 조언을 했지만 에르제는 그 조언을 받아들이지 않았고, 개인적으로 위험 부담을 안은 상태에서 1960년에 《티베트에 간 땡땡》을 완성했다. 《티베트에 간 땡땡》은 에르제의 인간적인 면모를 볼 수 있는 책으로, 땡땡과 창의 재회를 통해 인종을 초월한 우정의 가치를 보여 줘서 에르제의 땡땡 시리즈 중에서 걸작으로 꼽힌다. 하지만 이 만화책에서 그곳의 처음 배경이 스위스이고, 하얀 악몽으로 땡땡이 소스라쳐서 깨는 장면이 나오고, 이 만화의 전체적인 배경인 설산이 하얀색이라는 것은 당시 에르제의 정신적 고뇌에 대한 암시 역할을 하는 것임을 알 수 있다.

## 말년 생애
전쟁이 끝나고 포스트모더니즘 분위기가 사회에 형성되자, 에르제는 현대미술에 눈을 뜨고 그것이 정열의 근원이 됐다. 이런 미술 활동을 통해 에르제는 팝아트의 거장 앤디 워홀을 만나고 현재 미완성으로 남아 있는 《땡땡과 알파아트》의 영감을 받았으며, 1963년 출간된 《카스타피오레의 보석》에 영감을 받기도 했다. 이 만화책이 여태껏 보여주던 어드벤처 형식의 땡땡의 모험과는 달리 안티 어드벤처 형식의 내용이 나온 것은 이러한 맥락으로 특히 에르제가 이혼을 하고 과거의 갈등을 청산했다는 점이 부각된다. 그 후로 에르제는 세계 곳곳을 여행했는데, 1971년 첫 미국 여행에서 에르제는 진짜 미국 원주민과 만나고, 35년 전《푸른 연꽃》을 출간했을 당시에 장제스 총통에 의해 공식적인 초대를 받았던 중화민국을 방문한다. 1977년에는 사실혼 관계였던 패니 블라민크와 재혼한다. 그로부터 3년 뒤 에르제는 백혈병 진단을 받고 건강이 눈에 띄게 나빠졌다. 1981년 3월 18일에 브뤼셀에서 에르제와 창총젠이 재회하고, 1982년 에르제의 75세 생일을 축하하는 의미로 벨기에 항공 우주국은 당시 발견된 소행성에 그의 이름을 붙인다. 1983년 3월 3일, 오랫동안 백혈병을 앓고 있었던 에르제는 폐렴 증세를 동반하더니 브뤼셀의 생 뤽 병원에서 일주일 동안 혼수상태로 있다가 숨을 거둔다.

## 에르제의 다른 만화들
- 《퀵과 플륍크(Quick et Flupke)》시리즈
- 《포폴과 비르지니(Popol & Virginie)》
- 《조,제트,조코의 모험(Les Aventures De Jo, Zette Et Jocko》시리즈